# Ammianus Marcellinus
 Denne artikel bør gennemlæses af en person med fagkendskab for at sikre den faglige korrekthed.

Ammianus Marcellinus (født ca. 325 f.Kr. - død efter 391) var en romersk historiker fra senantikken.

## Biografi
Han blev født mellem 325 og 330 i Antiokia, hvis han var den Marcellinus, der fik brev fra en Libanius. Hans dødsår er ukendt, men han må have levet i 391, da han skrev, at Aurelius Victor var præfekt det år. De dele af hans værk, der har overlevet, dækker årene 353‑378 og kaldes ''Res Gestae''.
Han var soldat og græker, og han fortæller, at han blev hvervet til elitestyrken protectores domestici. Han må være af ædel byrd. Han indledte sin militærkarriere meget ung, da Constantius II var kejser i øst, og han tjente i begyndelsen under den romerske general Ursicinus, der var statholder i Nisibis i Mesopotamien og magister militiae.
Ammianus mødte Ursicinus, der blev kaldt til Italien for at nedkæmpe den galliske tronprætendent Silvanus. Ammianus fulgte med ham til østen og undslap kun med nød og næppe, da sassaniderne under Shapur II indtog Amida (Diyarbakır). Ammianus røg formodentlig ud, da Ursinicus mistede sit embede. Han genvandt det, da Julian den Frafaldne efterfulgte Konstantius. Han fulgte den nye kejser med stor entusiasme på hans felttog mod alemannerne og siden mod sassaniderne. Da Julian blev dræbt, fulgte han den nye kejser Jovian på tilbagetoget til Antiokia, hvor han slog sig ned i hvert fald til 371.

## Værk
I 380’erne boede Ammianus i Rom, hvor han skrev sit historiske værk som en fortsættelse af Tacitus'. Han skrev (Res Gestae Libri XXXI) på latin i 31 bøger, hvoraf de første 13 er gået tabt; resten dækker tiden fra 353 til 378 (slaget ved Adrianopel), som han betragtede som vendepunktet for Romerriget. Det er hovedkilden til tidens begivenheder; det er som altid nødvendigt at tage forfatterens politiske og religiøse hensigter i betragtning. Et vigtigt tema er en sammenligning mellem Julian og Konstantius III. Den falder altid ud til Julians fordel.
Ammianus giver et meget værdifuldt indblik i de sociale og økonomiske problemer, der prægede perioden. I hans øjne skyldes imperiets fald overbeskatning og forarmelse af middelklassen. Det var grunden til nederlaget til goterne og ødelæggelsen af hærens moral. Hans holdning til den ikke-romerske del af befolkningen i imperiet er langt mere åben end forgængerne Livius og Tacitus, og hans beskrivelse af de lande, han besøgte, er yderst informativ.